# Wolff Camera
Wolff Camera, ook wel Flora, Studio en/of Camera genoemd, was een bioscoop in de Nederlandse stad Utrecht. Hij werd geopend in 1909 en hij was bij de sluiting in 2015 de oudste nog draaiende bioscoop in Nederland. De bioscoop maakte decennialang deel uit van de bioscoopketen Wolff Bioscopen.

## Geschiedenis
De bioscoop opende in 1909 als Flora Bioscope Theater in stadskasteel Blijdenstein aan de Oudegracht 156. De exploitanten waren de Duitsers H.F.A. Lübbe en E. Wulff die reeds in 1908 in de stad Groningen een bioscoop voerden en in de jaren erna in nog enkele plaatsen in Nederland een bioscoop zouden openen. De opening van de Utrechtse bioscoop geschiedde na een forse verbouwing. De smalle, diepe filmzaal werd daarin voorzien van zo'n 500 plaatsen die bij de start tussen de 10 en 50 guldencent kostten. In de beginjaren kwam er een explicateur in dienst zodat de geluidsloze films van geluid konden worden voorzien. De Flora zou goed gaan draaien en er werden (onder meer) eigen producties en grote buitenlandse films vertoond. Rond 1914 is de exploitatie overgedragen aan A.L. Hoogenstraaten.
Flora had in 1929 door middel van de Loetafoon de Nederlandse primeur met de vertoning van een geluidsfilm onder de dat jaar aangetreden nieuwe exploitant Is.C. Barnstijn, broer van de filmpionier Loet Barnstijn. Met Barnstijn werden de voorgevel en een deel van het interieur gewijzigd. Op verzoek van de bioscoop zijn omstreeks 1930 diverse Polygoon-journaals gemaakt voor het eigen publiek met onder andere actualiteiten die zich in Utrecht afspeelden. In 1937 is een moderne filmprojector geïnstalleerd. Ook het interieur werd onder handen genomen en de geluidsapparatuur vervangen wegens een slechte akoestiek.
In 1939 nam A.F. Wolff de exploitatie over van Flora en, met uitzondering van de periode 1942 tot circa 1945, zou hij decennialang in hoge mate van invloed zijn. In 1950 liet Wolff de bioscoop ingrijpend verbouwen waarna hij de naam Camera kreeg. Zes jaar later is de bioscoop uitgebreid met het aangrenzende pand op nummer 154 waarin de Studio met 212 zitplaatsen werd gevestigd. Vanaf de jaren 1950 zouden ook de programmering en activiteiten drastisch gaan wijzigen; vooral de Studio kreeg het karakter van een arthouse terwijl in de Camera de "betere publieksfilm" geprogrammeerd werd. Na onder meer de organisatie in de bioscoop van de Internationale Filmweken in de jaren 1960, werd in 1966 door medewerker Huub Bals een filmfestival georganiseerd: de Cinemanifestatie. Tot en met 1978 zouden nog zes edities daarvan hier plaatsvinden.
Anno 2015 telde de Wolff Camera twee zalen met in totaal 504 zitplaatsen. Op 15 maart van dat jaar sloot de bioscoop.